# Lachstatar

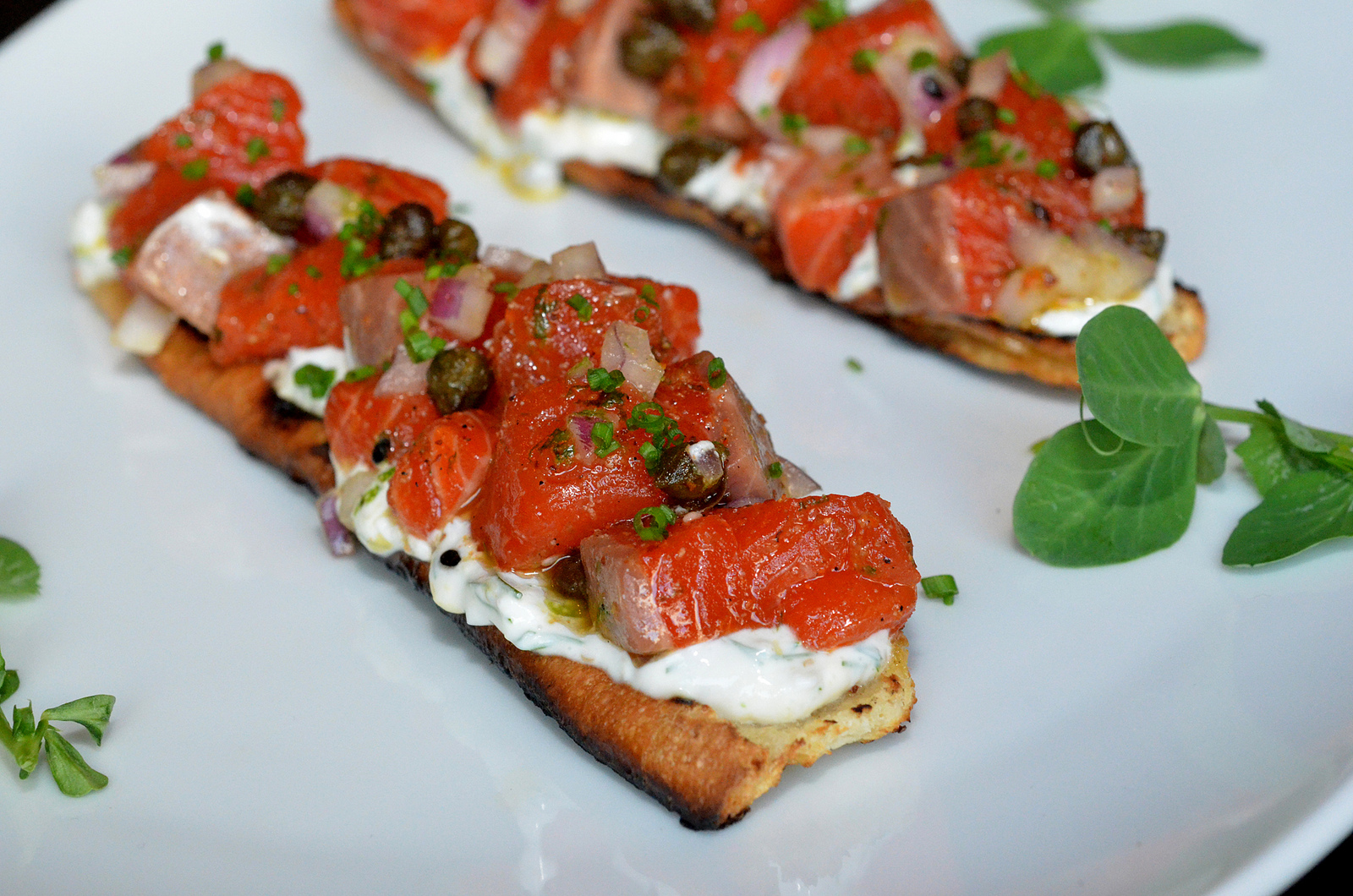
Lachstatar

Lachstatar (englisch salmon tartare) ist ein aus frischem rohem, seltener geräuchertem Lachs hergestelltes, fein zerkleinertes Lachsfilet, das mit Gewürzen versetzt ist. 
Lachstatar wird meist roh auf einem Cracker oder geröstetem Brot genossen. Für die in Deutschland übliche Zubereitung wird das gehackte Lachsfilet gesalzen und gepfeffert, mit fein gewürfelten Schalotten oder Zwiebeln, eventuell Schnittlauch oder Basilikum vermischt und mit Essig oder Zitronensaft, Öl und Gewürzen  wie Dill oder Koriander abgeschmeckt. Es gibt auch Varianten mit Kapern oder Frühlingszwiebeln. 
Ein verwandtes Gericht ist der Thunfischtatar.